# كويث دواني
كويث دواني مواليد 22 أبريل 1980 في السودان، هو لاعب كرة سلة سوداني معتزل. حاصل على الجنسية الأمريكية. بدأ مسيرته الاحترافية في سنة 2003. يبلغ طوله 6 قدم 6 بوصة (2.0 م). اعتزل اللعب في 2006. لعب تليكوم باسكتس بون ونادي لوفين براونشفايغ لكرة السلة في الدوري الألماني لكرة السلة. ولعب مع نادي تامبيرين بيرينتو لكرة السلة في الدوري الفنلندي لكرة السلة.